# Trans-Texas Corridor
Le Trans-Texas Corridor (TTC) est un réseau de transport en cours de construction dans l'État du Texas, aux États-Unis. Il s'agit de construire un axe combinant des routes, des voies ferrées et des lignes électrique sur 6 400 km. Le corridor devrait mesurer 370 mètres de large.